# Daniel Šebek
Daniel Šebek (* 23. března 1989) je český florbalový útočník, reprezentant a dvojnásobný mistr Česka i Švýcarska. V nejvyšších florbalových soutěžích Česka, Švýcarska a Švédska hraje od roku 2005.

## Klubová kariéra
S florbalem začínal v roce 1999 v klubu Faraos Praha. Vrcholovou kariérou zahájil v dalším pražském klubu SSK Future. V jeho mužském extraligovém týmu začal hrát od sezóny 2005/2006. V sezónách 2006/2007 a 2007/2008 byl zvolen juniorem sezóny. Od roku 2009 v týmu působil i jako kapitán.
V polovině sezóny 2010/2011 odešel do švýcarské NLA do klubu UHC Grünenmatt. Po sezóně 2013/2014 přestoupil do klubu SV Wiler-Ersigen, vítěze titulu v této sezóně. Wiler s Šebkem titul v následující sezóně v prvním švýcarském superfinále obhájil a následně získali švýcarský Supercup a stříbro na Poháru mistrů. Další titul získal o dva roky později v sezóně 2016/2017. V týmu hrál s dalšími českými hráči, například Tomášem Chrápkem a Radkem Sikorou.
Na sezónu 2017/2018 přestoupil na dva roky do Švédské Superligy do týmu FC Helsingborg, kde již hrál Patrik Suchánek.
Po téměř deseti letech v zahraničí se vrátil do Česka a od sezóny 2019/2020 působí v týmu Florbal MB. S Boleslaví v sezóně 2020/2021 získal svůj první český mistrovský titul. Ve finálovém zápase vstřelil vyrovnávací gól. V následující sezóně titul obhájili, poté co Šebek vstřelil ve finále rozhodující gól v prodloužení.

## Reprezentační kariéra
V juniorské kategorii reprezentoval na Mistrovství světa v roce 2007 na kterém Češi získali stříbrné medaile. Byl to v té době největší mezinárodní úspěch českých juniorů. Ve vítězném semifinále proti Finsku Šebek vstřelil vyrovnávací gól.
V mužské reprezentaci působil od roku 2010. Hrál na čtyřech mistrovstvích světa v letech 2010, 2012, 2016 a 2018 a na Světových hrách v roce 2017. Na mistrovství v roce 2010 získal s reprezentací bronzové medaile.
| Umístění | Soutěž                                       |
| -------- | -------------------------------------------- |
|          | Mistrovství světa ve florbale do 19 let 2007 |
|          | Mistrovství světa ve florbale 2010           |
| 7.       | Mistrovství světa ve florbale 2012           |
| 4.       | Mistrovství světa ve florbale 2016           |
| 4.       | Florbal na Světových hrách 2017              |
| 4.       | Mistrovství světa ve florbale 2018           |